# Campeonato Brasileño de Fútbol 1985
El Campeonato Brasileño de Serie A 1985 fue la  30ª edición del Campeonato Brasileño de Serie A. El torneo se extendió desde el 26 de enero de 1985 hasta el 31 de julio del corriente año. El club Coritiba FC de la ciudad de Curitiba ganó el campeonato, su primer título a nivel nacional, y primer título de un club del estado de Paraná.
Fue el año en que, en la práctica, la Copa de Oro y Copa de Plata se fusionaron en un solo campeonato. Los 20 mejores clubes ubicados en el Ranking de la CBF fueron ubicados en los grupos A y B.
El campeón y el subcampeón de la Copa de Plata del año anterior (Uberlândia y Remo), además de 22 clubes de 22 estados brasileños (clasificados a través de campeonatos estatales) disputaron los grupos C y D.
Ênio Andrade se convirtió en el primer entrenador en ser campeón con tres clubes diferentes: Internacional en 1979, Grêmio en 1981 y Coritiba en 1985.

## Sistema de competición
Primera fase: 44 clubes participantes son divididos en cuatro grupos.
Segunda fase: Los 16 clubes clasificados de primera fase son reorganizados en cuatro grupos de cuatro equipos cada uno, clasificando el vencedor de cada grupo a semifinales del torneo.
Fase final: Semifinales a doble partido y final en partido único en cancha neutral.

## Primera fase
- Clasifican los ganadores de la primera y segunda vuelta, más los dos mejores ubicados en la tabla acumulada.
|  |                                                             |
|  | Equipos clasificados por ganar la primera o segunda vuelta. |
|  | Equipos clasificados por puntaje acumulado.                 |

### Clasificaciones acumuladas

#### Grupo A
| Pos | Equipo              | Pts | PJ | PG | PE | PP | GF | GC | Dif  |
| --- | ------------------- | --- | -- | -- | -- | -- | -- | -- | ---- |
| 1   | Atlético Mineiro    | 25  | 20 | 10 | 5  | 5  | 30 | 19 | + 11 |
| 2   | Corinthians         | 23  | 20 | 8  | 7  | 5  | 24 | 15 | + 9  |
| 3   | Guarani de Campinas | 23  | 20 | 7  | 9  | 4  | 27 | 21 | + 6  |
| 4   | Fluminense          | 21  | 20 | 7  | 7  | 6  | 24 | 21 | + 3  |
| 5   | Grêmio              | 21  | 20 | 6  | 9  | 5  | 25 | 21 | + 4  |
| 6   | Botafogo            | 20  | 20 | 9  | 2  | 9  | 26 | 36 | - 10 |
| 7   | Coritiba            | 19  | 20 | 8  | 3  | 9  | 18 | 23 | - 5  |
| 8   | Palmeiras           | 18  | 20 | 5  | 8  | 7  | 28 | 28 | 0    |
| 9   | América-RJ          | 13  | 20 | 4  | 5  | 11 | 19 | 31 | - 12 |
| 10  | Santa Cruz Recife   | 11  | 20 | 4  | 3  | 13 | 21 | 47 | - 26 |

#### Grupo B
| Pos | Equipo         | Pts | PJ | PG | PE | PP | GF | GC | Dif  |
| --- | -------------- | --- | -- | -- | -- | -- | -- | -- | ---- |
| 1   | Bahia          | 26  | 20 | 10 | 6  | 4  | 27 | 19 | + 8  |
| 2   | Vasco da Gama  | 25  | 20 | 10 | 5  | 5  | 28 | 22 | + 6  |
| 3   | Flamengo       | 23  | 20 | 9  | 5  | 6  | 33 | 18 | + 15 |
| 4   | Internacional  | 23  | 20 | 9  | 5  | 6  | 27 | 16 | + 11 |
| 5   | Náutico Recife | 20  | 20 | 8  | 4  | 8  | 25 | 28 | - 3  |
| 6   | Santos         | 20  | 20 | 7  | 6  | 7  | 23 | 25 | - 2  |
| 7   | São Paulo      | 20  | 20 | 7  | 6  | 7  | 36 | 39 | - 3  |
| 8   | Cruzeiro       | 18  | 20 | 5  | 8  | 7  | 23 | 22 | + 1  |
| 9   | Goiás          | 16  | 20 | 5  | 6  | 9  | 21 | 27 | - 6  |
| 10  | Portuguesa     | 15  | 20 | 4  | 7  | 9  | 19 | 26 | - 7  |

#### Grupo C
| Pos | Equipo         | Pts | PJ | PG | PE | PP | GF | GC | Dif  |
| --- | -------------- | --- | -- | -- | -- | -- | -- | -- | ---- |
| 1   | Sport Recife   | 38  | 22 | 18 | 2  | 2  | 42 | 10 | + 32 |
| 2   | Ceará          | 31  | 22 | 13 | 5  | 4  | 34 | 17 | + 17 |
| 3   | Mixto Cuiabá   | 27  | 22 | 10 | 7  | 5  | 23 | 22 | + 1  |
| 4   | CSA Alagoas    | 26  | 22 | 10 | 6  | 6  | 32 | 19 | + 13 |
| 5   | Paysandu Belém | 25  | 22 | 8  | 9  | 5  | 26 | 21 | + 5  |
| 6   | Nacional-AM    | 24  | 22 | 10 | 4  | 8  | 39 | 29 | + 10 |
| 7   | Botafogo-PB    | 24  | 22 | 7  | 10 | 5  | 21 | 23 | - 2  |
| 8   | ABC Natal      | 17  | 22 | 6  | 5  | 11 | 27 | 33 | - 6  |
| 9   | Flamengo-PI    | 15  | 22 | 5  | 5  | 12 | 14 | 24 | - 10 |
| 10  | Remo           | 14  | 22 | 5  | 4  | 13 | 19 | 38 | - 19 |
| 11  | Sampaio Corrêa | 12  | 22 | 2  | 8  | 12 | 24 | 43 | - 19 |
| 12  | Sergipe        | 11  | 22 | 3  | 5  | 14 | 15 | 37 | - 22 |

#### Grupo D
| Pos | Equipo                 | Pts | PJ | PG | PE | PP | GF | GC | Dif  |
| --- | ---------------------- | --- | -- | -- | -- | -- | -- | -- | ---- |
| 1   | Bangu                  | 33  | 22 | 14 | 5  | 3  | 37 | 16 | + 21 |
| 2   | Ponte Preta            | 32  | 22 | 12 | 8  | 2  | 37 | 18 | + 19 |
| 3   | Joinville              | 27  | 22 | 11 | 5  | 6  | 28 | 16 | + 12 |
| 4   | Brasil de Pelotas      | 27  | 22 | 10 | 7  | 5  | 36 | 25 | + 11 |
| 5   | Brasília               | 23  | 22 | 8  | 7  | 7  | 22 | 22 | 0    |
| 6   | Pinheiros-Paraná       | 23  | 22 | 7  | 9  | 6  | 21 | 17 | + 4  |
| 7   | Vila Nova-GO           | 20  | 22 | 7  | 6  | 9  | 25 | 34 | - 9  |
| 8   | Leônico                | 17  | 22 | 7  | 3  | 12 | 21 | 33 | - 12 |
| 9   | Desportiva Ferroviária | 17  | 22 | 7  | 3  | 12 | 18 | 30 | - 12 |
| 10  | Uberlândia             | 17  | 22 | 6  | 5  | 11 | 26 | 26 | 0    |
| 11  | Villa Nova-MG          | 15  | 22 | 5  | 5  | 12 | 18 | 31 | - 13 |
| 12  | Corumbaense            | 13  | 22 | 4  | 5  | 13 | 16 | 37 | - 21 |

## Segunda fase
- Clasifica el ganador de cada grupo a semifinales del torneo.

### Grupo A
| Pos | Equipo              | Pts | PJ | PG | PE | PP | GF | GC | Dif |
| --- | ------------------- | --- | -- | -- | -- | -- | -- | -- | --- |
| 1   | Atlético Mineiro    | 9   | 6  | 3  | 3  | 0  | 7  | 3  | + 4 |
| 2   | Guarani de Campinas | 6   | 6  | 1  | 4  | 1  | 9  | 5  | + 4 |
| 3   | Ponte Preta         | 6   | 6  | 1  | 4  | 1  | 4  | 3  | + 1 |
| 4   | CSA Alagoas         | 3   | 6  | 0  | 3  | 3  | 1  | 10 | - 9 |

### Grupo B
| Pos | Equipo            | Pts | PJ | PG | PE | PP | GF | GC | Dif |
| --- | ----------------- | --- | -- | -- | -- | -- | -- | -- | --- |
| 1   | Brasil de Pelotas | 9   | 6  | 4  | 1  | 1  | 11 | 4  | + 7 |
| 2   | Flamengo          | 7   | 6  | 2  | 3  | 1  | 7  | 5  | + 2 |
| 3   | Ceará             | 5   | 6  | 1  | 3  | 2  | 5  | 12 | - 7 |
| 4   | Bahia             | 3   | 6  | 1  | 1  | 4  | 8  | 10 | - 2 |

### Grupo C
| Pos | Equipo       | Pts | PJ | PG | PE | PP | GF | GC | Dif |
| --- | ------------ | --- | -- | -- | -- | -- | -- | -- | --- |
| 1   | Coritiba     | 8   | 6  | 3  | 2  | 1  | 5  | 3  | + 2 |
| 2   | Sport Recife | 7   | 6  | 2  | 3  | 1  | 7  | 6  | + 1 |
| 3   | Joinville    | 5   | 6  | 2  | 1  | 3  | 8  | 7  | + 1 |
| 4   | Corinthians  | 4   | 6  | 1  | 2  | 3  | 3  | 7  | - 4 |

### Grupo D
| Pos | Equipo        | Pts | PJ | PG | PE | PP | GF | GC | Dif  |
| --- | ------------- | --- | -- | -- | -- | -- | -- | -- | ---- |
| 1   | Bangu         | 10  | 6  | 4  | 2  | 0  | 13 | 5  | + 8  |
| 2   | Internacional | 7   | 6  | 2  | 3  | 1  | 9  | 7  | + 2  |
| 3   | Vasco da Gama | 5   | 6  | 1  | 3  | 2  | 9  | 9  | 0    |
| 4   | Mixto Cuiabá  | 2   | 6  | 0  | 2  | 4  | 4  | 14 | - 10 |

## Fase final
|  | Semifinales       | Semifinales | Semifinales |       |       | Final | Final |  |
|  |                   |             |             |       |       |       |       |  |
|  |                   |             |             |       |       |       |       |  |
|  | Brasil de Pelotas | 0           | 1           |       |       |       |       |  |
|  | Brasil de Pelotas | 0           | 1           |       |       |       |       |  |
|  | Bangu             | 1           | 3           |       |       |       |       |  |
|  | Bangu             | 1           | 3           |       | Bangu | 1 (5) |       |  |
|  |                   |             |             |       | Bangu | 1 (5) |       |  |
|  |                   |             | Coritiba    | 1 (6) |       |       |       |  |
|  | Coritiba          | 1           | Coritiba    | 1 (6) | 0     |       |       |  |
|  | Coritiba          | 1           |             |       | 0     |       |       |  |
|  | Atlético Mineiro  | 0           | 0           |       |       |       |       |  |
|  | Atlético Mineiro  | 0           | 0           |       |       |       |       |  |
|  |                   |             |             |       |       |       |       |  |

### Semifinales
| 24 de julio de 1985 | Brasil de Pelotas | 0 – 1   | Bangu | Estadio Olímpico, Porto Alegre,                                 |                                                                 |
|                     |                   | Reporte |       | Asistencia: 37,398 espectadores Árbitro(s): Luís Carlos Antunes | Asistencia: 37,398 espectadores Árbitro(s): Luís Carlos Antunes |

| 28 de julio de 1985 | Bangu | 3 – 1   | Brasil de Pelotas | Estadio Maracanã, Río de Janeiro,                                |                                                                  |
|                     |       | Reporte |                   | Asistencia: 38,472 espectadores Árbitro(s): José de Assis Aragão | Asistencia: 38,472 espectadores Árbitro(s): José de Assis Aragão |

| 24 de julio de 1985 | Coritiba | 1 – 0   | Atlético Mineiro | Estadio Couto Pereira, Curitiba,                                       |                                                                        |
|                     |          | Reporte |                  | Asistencia: 33,041 espectadores Árbitro(s): Carlos Sérgio Rosa Martins | Asistencia: 33,041 espectadores Árbitro(s): Carlos Sérgio Rosa Martins |

| 28 de julio de 1985 | Atlético Mineiro | 0 – 0   | Coritiba | Estadio Mineirão, Belo Horizonte,                                      |                                                                        |
|                     |                  | Reporte |          | Asistencia: 64,075 espectadores Árbitro(s): Luís Carlos Félix Ferreira | Asistencia: 64,075 espectadores Árbitro(s): Luís Carlos Félix Ferreira |

### Final
| 31 de julio de 1985 | Bangu       | 1 – 1 (5-6 pen.) | Coritiba  | Estadio Maracanã, Río de Janeiro,                                |                                                                  |
|                     | Lulinha 35' | Reporte          | Índio 25' | Asistencia: 91,257 espectadores Árbitro(s): Romualdo Arppi Filho | Asistencia: 91,257 espectadores Árbitro(s): Romualdo Arppi Filho |

- Coritiba FC y Bangu, campeón y subcampeón respectivamente, clasifican a Copa Libertadores 1986.

|                                    |
| Bandera del estado de Paraná       |
| Campeón Coritiba F. C. 1.er título |

## Posiciones finales
- Dos puntos por victoria.
| Pos | Equipo                 | Pts | PJ | PG | PE | PP | GF | GC | Dif |
| --- | ---------------------- | --- | -- | -- | -- | -- | -- | -- | --- |
| 1   | Coritiba               | 31  | 29 | 12 | 7  | 10 | 25 | 27 | -2  |
| 2   | Bangu                  | 48  | 31 | 20 | 8  | 3  | 55 | 23 | 32  |
| 3   | Brasil de Pelotas      | 36  | 30 | 14 | 8  | 8  | 48 | 33 | 15  |
| 4   | Atlético Mineiro       | 35  | 28 | 13 | 9  | 6  | 37 | 23 | 14  |
| 5   | Sport Recife           | 45  | 28 | 20 | 5  | 3  | 49 | 16 | 33  |
| 6   | Ponte Preta            | 38  | 28 | 13 | 12 | 3  | 41 | 21 | 20  |
| 7   | Ceará                  | 36  | 28 | 14 | 8  | 6  | 39 | 29 | 10  |
| 8   | Joinville              | 32  | 28 | 13 | 6  | 9  | 36 | 23 | 13  |
| 9   | Flamengo               | 30  | 26 | 11 | 8  | 7  | 40 | 23 | 17  |
| 10  | Internacional          | 30  | 26 | 11 | 8  | 7  | 36 | 23 | 13  |
| 11  | Vasco da Gama          | 30  | 26 | 11 | 8  | 7  | 37 | 31 | 6   |
| 12  | Bahia                  | 29  | 26 | 11 | 7  | 8  | 35 | 29 | 6   |
| 13  | CSA Alagoas            | 29  | 28 | 10 | 9  | 9  | 33 | 29 | 4   |
| 14  | Mixto Cuiabá           | 29  | 28 | 10 | 9  | 9  | 27 | 36 | -9  |
| 15  | Guarani de Campinas    | 29  | 26 | 8  | 13 | 5  | 36 | 26 | 10  |
| 16  | Corinthians            | 27  | 26 | 9  | 9  | 8  | 27 | 22 | 5   |
| 17  | Fluminense             | 21  | 20 | 7  | 7  | 6  | 24 | 21 | 3   |
| 18  | Grêmio                 | 21  | 20 | 6  | 9  | 5  | 25 | 21 | 4   |
| 19  | Botafogo               | 20  | 20 | 9  | 2  | 9  | 26 | 36 | -10 |
| 20  | Náutico Recife         | 20  | 20 | 8  | 4  | 8  | 25 | 28 | -3  |
| 21  | Santos                 | 20  | 20 | 7  | 6  | 7  | 23 | 25 | -2  |
| 22  | São Paulo              | 20  | 20 | 7  | 6  | 7  | 36 | 39 | -3  |
| 23  | Cruzeiro               | 18  | 20 | 5  | 8  | 7  | 23 | 22 | 1   |
| 24  | Palmeiras              | 18  | 20 | 5  | 8  | 7  | 28 | 28 | 0   |
| 25  | Goiás                  | 16  | 20 | 5  | 6  | 9  | 21 | 27 | -6  |
| 26  | Portuguesa             | 15  | 20 | 4  | 7  | 9  | 19 | 26 | -7  |
| 27  | América-RJ             | 13  | 20 | 4  | 5  | 11 | 19 | 31 | -12 |
| 28  | Santa Cruz Recife      | 11  | 20 | 4  | 3  | 13 | 21 | 47 | -26 |
| 29  | Paysandu Belém         | 25  | 22 | 8  | 9  | 5  | 26 | 21 | 5   |
| 30  | Nacional-AM            | 24  | 22 | 10 | 4  | 8  | 39 | 29 | 10  |
| 31  | Botafogo-PB            | 24  | 22 | 7  | 10 | 5  | 21 | 23 | -2  |
| 32  | Brasília               | 23  | 22 | 8  | 7  | 7  | 22 | 22 | 0   |
| 33  | Pinheiros-PR           | 23  | 22 | 7  | 9  | 6  | 21 | 17 | 4   |
| 34  | Vila Nova-GO           | 20  | 22 | 7  | 6  | 9  | 25 | 34 | -9  |
| 35  | Leônico                | 17  | 22 | 7  | 3  | 12 | 21 | 33 | -12 |
| 36  | Desportiva Ferroviária | 17  | 22 | 7  | 3  | 12 | 18 | 30 | -12 |
| 37  | Uberlândia-MG          | 17  | 22 | 6  | 5  | 11 | 26 | 26 | 0   |
| 38  | ABC Natal              | 17  | 22 | 6  | 5  | 11 | 27 | 33 | -6  |
| 39  | Flamengo-PI            | 15  | 22 | 5  | 5  | 12 | 14 | 24 | -10 |
| 40  | Villa Nova-MG          | 15  | 22 | 5  | 5  | 12 | 18 | 31 | -13 |
| 41  | Remo                   | 14  | 22 | 5  | 4  | 13 | 19 | 38 | -19 |
| 42  | Corumbaense            | 13  | 22 | 4  | 5  | 13 | 16 | 37 | -21 |
| 43  | Sampaio Corrêa         | 12  | 22 | 2  | 8  | 12 | 24 | 43 | -19 |
| 44  | Sergipe                | 11  | 22 | 3  | 5  | 14 | 15 | 37 | -22 |

## Goleadores
| Pos. | Jugador          | Club                | Goles |
| ---- | ---------------- | ------------------- | ----- |
| 1    | Edmar            | Guarani de Campinas | 20    |
| 2    | Bira             | Brasil de Pelotas   | 16    |
| 2    | Marinho          | Bangu               | 16    |
| 2    | Roberto Dinamite | Vasco da Gama       | 16    |
| 5    | Luís Carlos      | Sport Recife        | 14    |
| 6    | Arildo           | ABC Natal           | 12    |
| 6    | Careca           | Sao Paulo           | 12    |
| 6    | Dadinho          | Remo                | 12    |
| 9    | Vágner           | Joinville           | 11    |
| 10   | Carlos Alberto   | Nacional-AM         | 10    |
| 10   | Fernando Macaé   | Bangu               | 10    |
| 10   | Lima             | Santos              | 10    |
| 10   | Marinho          | Bahía               | 10    |